# Staurodiscus milleri
Staurodiscus milleri är en nässeldjursart som först beskrevs av Bouillon 1984.  Staurodiscus milleri ingår i släktet Staurodiscus och familjen Hebellidae. Inga underarter finns listade i Catalogue of Life.